# کمیته‌های کنفرانس کنگره ایالات متحده آمریکا
کمیته‌های کنفرانس کنگره ایالات متحده آمریکا یکی از کمیته‌های کنگره ایالات متحده آمریکا است.
هنگامی که بر سر تصویب یک لایحه قانونی میان مجلس نمایندگان ایالات متحده آمریکا و مجلس سنای ایالات متحده آمریکا اختلاف نظر بروز می‌کند، ” کمیته کنفرانس ” تشکیل می‌شود که اعضاء آن را نمایندگان ارشد هر دو مجلس تشکیل می‌دهد. دراین کمیته، نمایندگان و سناتورها دیدگاه‌های خود را در قبال لایحه قانونی بیان می‌کنند و پس از بحث‌های طولانی سرانجام به یک جمع‌بندی نهایی می‌رسند. مصوبات ” کمیته کنفرانس ” مورد تأیید هر دو مجلس خواهد بود و پس از تصویب آنان، لایحه جنبه قانونی بخود می‌گیرد.